# Kilumney
Kilumney (en gaèlic irlandès Cill na hOmnaí) és una vila al comtat de Cork, a la província de Munster. Forma part de la parròquia d'Ovens/Farran. Està a la vora del riu Bride.

## Personatges
- Patrick Cleburne C.S.A., el militar d'origen irlandès amb rang més alt que va lluitar a la Guerra Civil Estatunidenca.[3]